# Some Girls Wander by Mistake
Albums de The Sisters of Mercy
Vision Thing
(1990) A Slight Case of Overbombing
(1993)
Some Girls Wander by Mistake est une compilation du groupe britannique The Sisters of Mercy, sortie le 27 avril 1992.
Elle regroupe toutes les chansons des singles et des EPs sortis entre 1980 et 1983.
Une nouvelle version de la chanson Temple of Love, enregistrée avec la chanteuse israélienne Ofra Haza, sort simultanément en single mais ne figure pas sur la compilation. Seule la version originale de 1983 y apparaît en version longue. C'est sur la compilation suivante, A Slight Case of Overbombing parue en 1993, que l'on retrouve la nouvelle version.

## Liste des titres
Toutes les paroles sont écrites par Andrew Eldritch sauf mention, toute la musique est composée par Andrew Eldritch sauf mention.
| No  | Titre                                      | Paroles         | Musique                                                    | Durée |
| --- | ------------------------------------------ | --------------- | ---------------------------------------------------------- | ----- |
| 1.  | Alice                                      |                 |                                                            | 3:34  |
| 2.  | Floorshow                                  |                 | - Craig Adams - Eldritch - Gary Marx                       | 3:40  |
| 3.  | Phantom                                    | (instrumental)  | - Adams - Marx                                             | 7:10  |
| 4.  | 1969 (reprise des Stooges)                 | James Osterberg | - Dave Alexander - Ron Asheton - Scott Asheton - Osterberg | 2:45  |
| 5.  | Kiss the Carpet                            |                 |                                                            | 5:55  |
| 6.  | Lights                                     |                 |                                                            | 5:51  |
| 7.  | Valentine                                  |                 |                                                            | 4:44  |
| 8.  | Fix                                        |                 |                                                            | 3:41  |
| 9.  | Burn                                       |                 |                                                            | 4:49  |
| 10. | Kiss the Carpet (Reprise)                  |                 |                                                            | 0:36  |
| 11. | Temple of Love (Extended Version)          |                 |                                                            | 7:42  |
| 12. | Heartland                                  |                 | - Eldritch - Marx                                          | 4:47  |
| 13. | Gimme Shelter (reprise des Rolling Stones) | Mick Jagger     | - Jagger - Keith Richards                                  | 5:57  |
| 14. | The Damage Done                            |                 | - Eldritch - Marx                                          | 3:03  |
| 15. | Watch                                      | Marx            | Marx                                                       | 3:11  |
| 16. | Home of the Hit-Men                        | Marx            | Marx                                                       | 0:34  |
| 17. | Body Electric                              |                 |                                                            | 4:18  |
| 18. | Adrenochrome                               |                 |                                                            | 2:57  |
| 19. | Anaconda                                   |                 | - Eldritch - Marx                                          | 4:06  |

Notes
- Titres 1 à 4 issus du EP Alice (1983)
- Titres 5 à 10 issus du EP The Reptile House (1983)
- Titres 11 à 13 issus du EP Temple of Love (1983)
- Titres 14 à 16 issus du single The Damage Done (1980)
- Titres 17 et 18, face A et face B du single Body Electric (1982)
- Titre 19, face A du single Anaconda (1983)

## Classements hebdomadaires
| Classement (1992)             | Meilleure place |
| ----------------------------- | --------------- |
| Allemagne (Media Control AG)  | 9               |
| Autriche (Ö3 Austria Top 40)  | 7               |
| Nouvelle-Zélande (RIANZ)      | 27              |
| Royaume-Uni (UK Albums Chart) | 5               |
| Suède (Sverigetopplistan)     | 17              |
| Suisse (Schweizer Hitparade)  | 22              |

## Certifications
| Pays              | Certification | Unités certifiées |
| ----------------- | ------------- | ----------------- |
| Allemagne (BVMI)  | Or            | 250 000           |
| Royaume-Uni (BPI) | Argent        | 60 000            |